# عبدو صديقو عيسى
عبدو صديقو عيسى جنرال وقائد أركان الجيش النيجيري، دعم الإطاحة بالرئيس السابق محمد بازوم.